# Susan Wijffels
Susan Elizabeth Anne Wijffels (née le 3 août 1965) est une océanographe australienne employée par la Woods Hole Oceanographic Institution (WHOI) ; elle travaillait auparavant pour l'Organisation de recherche scientifique et industrielle du Commonwealth SIRO) en Australie,. Wijffels est spécialisé dans la quantification du changement global des océans au cours des cinquante dernières années, y compris son anatomie et ses facteurs moteurs. Elle est reconnue pour son leadership national et international au sein du Global Ocean Observing System (en)(GOOS). Elle est considérée comme une experte du courant indonésien et de son rôle dans le climat mondial,,.

## Formation
- BSc (First Class Hons), Université Flinders, Australie du Sud (1986)
- Doctorat Massachusetts Institute of Technology-Woods Hole Oceanographic Institution Programme conjoint en océanographie et ingénierie océanographique (1993)

## Carrière et recherches principales
Wijffels est une scientifique senior à la Woods Hole Oceanographic Institution au sein du département d'océanographie physique. Avant de rejoindre WHOI, elle travaille au CSIRO.
Wijffels, en collaboration avec des collègues de la NASA, identifie et corrige des biais systématiques, découverts dans 70 % des mesures du Global Ocean Observing System. Cela permet d'observer que les océans du monde se sont réchauffés et que le niveau de l'eau a augmenté à un rythme accéléré au cours des quatre dernières décennies,.
En 2011, Wijffels est intronisée au tableau d'honneur des femmes de Tasmanie pour ses services rendus à la science.